# NGC 2644
NGC 2644 (również PGC 24425 lub UGC 4533) – galaktyka spiralna (Sc), znajdująca się w gwiazdozbiorze Hydry. Odkrył ją Édouard Jean-Marie Stephan 6 lutego 1877 roku.